# Округ Бандера (Тексас)
Округ Бандера (енгл. Bandera County) је округ у америчкој савезној држави Тексас. По попису из 2010. године број становника је 20.485.

## Демографија
Према попису становништва из 2010. у округу је живело 20.485 становника, што је 2.840 (16,1%) становника више него 2000. године.
| Група             | 2000.          | 2010.          |
| Белци             | 14.833 (84,1%) | 16.576 (80,9%) |
| Афроамериканци    | 58 (0,3%)      | 98 (0,5%)      |
| Азијати           | 49 (0,3%)      | 57 (0,3%)      |
| Хиспаноамериканци | 2.384 (13,5%)  | 3.415 (16,7%)  |
| Укупно            | 17.645         | 20.485         |